# 羅塞斯灣

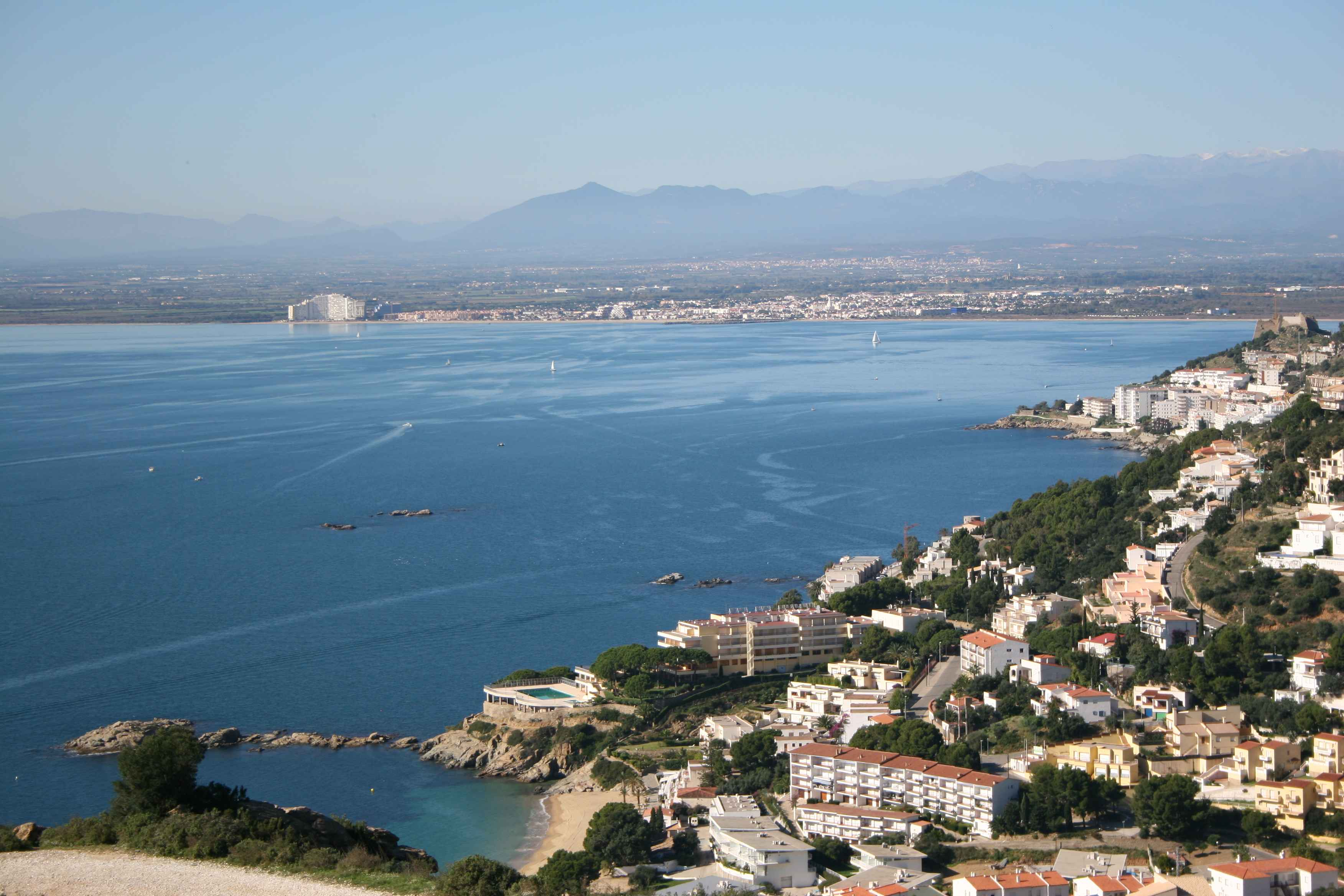

羅塞斯灣，是西班牙的海灣，位於該國東北部加泰羅尼亞，處於布拉瓦海岸以北，屬於地中海的一部分，長15公里、寬7公里，該地區在1960年開始發展旅遊業。
42°10′59″N 3°10′59″E / 42.183°N 3.183°E